# Mesophyllum macedonis
Mesophyllum macedonis Athanasiadis, 1999  é o nome botânico  de uma espécie de algas vermelhas  pluricelulares do gênero Mesophyllum, subfamília Melobesioideae.
- São algas marinhas encontradas na Grécia (Mar Mediterrâneo).

## Sinonímia
- Não apresenta sinônimos.